# Ройт-бай-Ербендорф
Ройт-бай-Ербендорф (нім. Reuth bei Erbendorf) — громада в Німеччині, розташована в землі Баварія. Підпорядковується адміністративному округу Верхній Пфальц. Входить до складу району Тіршенройт. Складова частина об'єднання громад Крумменнааб.
Площа — 16,91 км2. Населення становить 1125 ос. (станом на 31 грудня 2020).

## Галерея

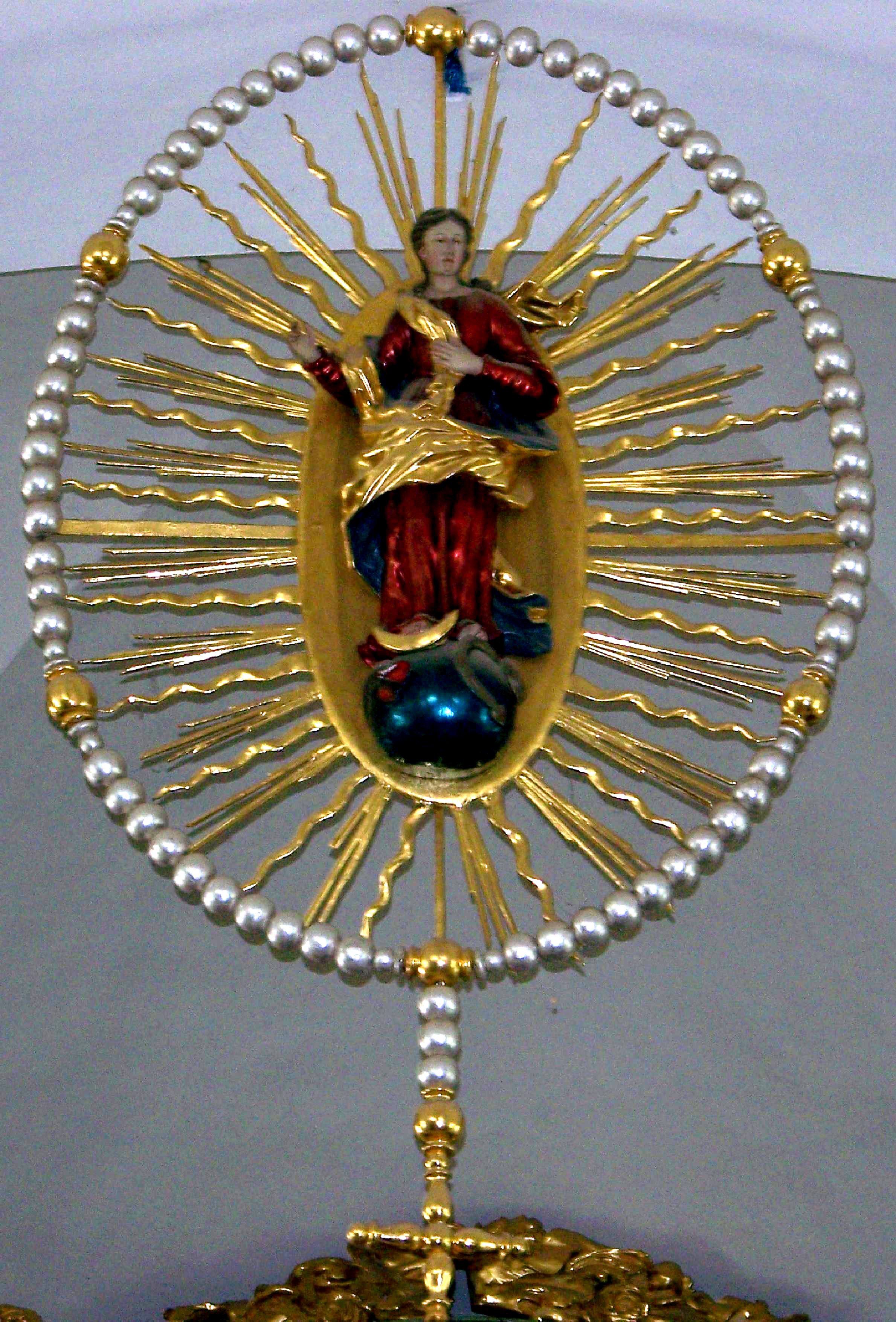
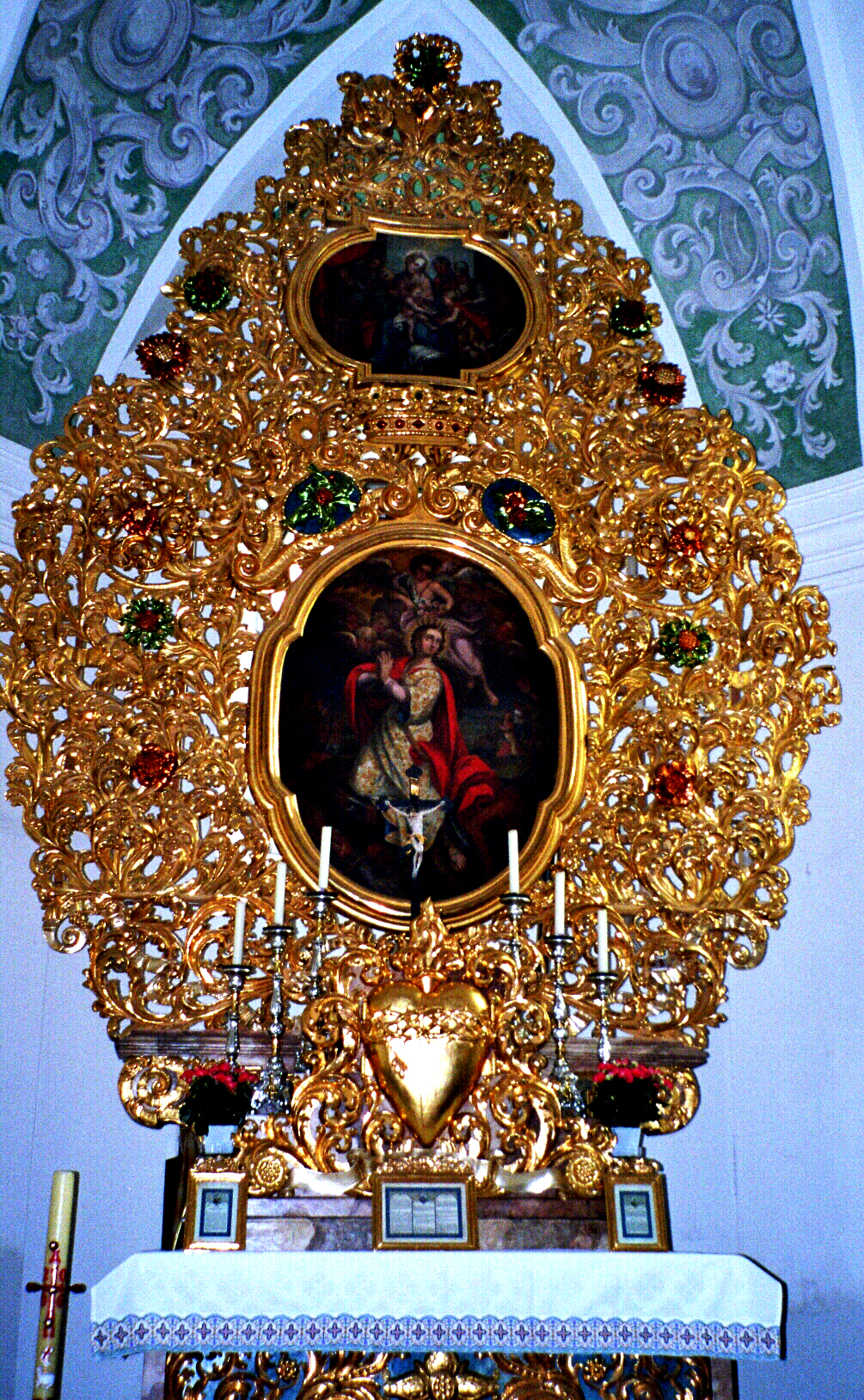